# TrackMania Forever
TrackMania Forever è un capitolo gratuito della serie TrackMania scaricabile online direttamente dal sito ufficiale dello sviluppatore Nadeo.

## La doppia versione
TrackMania Forever è stato pubblicato in due versioni: TrackMania Nations Forever e TrackMania United Forever. Mentre Nations Forever è giocabile come titolo standalone, ovvero senza bisogno di altri componenti installati, la versione United Forever è stata pensata come espansione per il capitolo TrackMania United e richiede il suddetto titolo per essere giocato. Il vantaggio dell'avere questa seconda versione è che quest'ultima contiene alcune feature esclusive come la possibilità di usare e visualizzare skin personalizzate per le vetture.

## Il gioco
TrackMania Forever nasce come ampliamento di TrackMania Nations da cui eredita il motore grafico (però migliorato); come esso e come anche tutti gli altri capitoli della saga TMF è basato soprattutto su percorsi pieni di stunt e sulla possibilità di crearli personalmente grazie a un efficace track-editor tanto che le piste create dalla comunità di giocatori sono ormai, e di gran lunga, superiori a quelle create dalla Nadeo stessa. Il gioco è diviso essenzialmente in due sezioni: quella in "singolo" e la parte online. La sezione in singolo consiste in numerosi percorsi di cui alcuni da sbloccare giocando divisi in cinque gruppi di difficoltà crescente; esattamente come in TrackMania Nations c'è una sola auto utilizzabile (quella che ricrea una vettura da Formula 1), ma questa volta è stato reintrodotto lo sterrato come secondo tipo di terreno. L'obiettivo non è arrivare primo, non essendo presenti altre auto oltre la propria, ma completare il percorso entro certi limiti di tempo. Da notare che è possibile affrontare in singolo anche eventuali mappe create in proprio o da terzi e scaricate. Nella parte online più giocatori affrontano contemporaneamente la stessa pista; nonostante la presenza di più auto sul percorso non vi è contatto fisico tra le stesse in quanto in TMF lo scopo del gioco è essenzialmente sempre battere il tempo, sia della pista che degli altri giocatori.